# Hailemariam Desalegn
Hailemariam Desalegn (* 19. července 1965) je etiopský politik a řádný premiér Etiopie od 21. září 2012 do 15. února 2018. Funkci začal vykonávat už předtím po smrti Melese Zenawiho 20. srpna 2012, neboť byl v jeho vládě vicepremiérem a ministrem zahraničí.
V civilním životě vystudoval stavebnictví, nejprve bakalářský obor v Addis Abebě, potom magisterský obor ve Finsku.
Koncem tisíciletí se začal angažovat v politice, když se stal členem Etiopské lidové revoluční demokratické fronty, která je dlouhodobě v Etiopii vládnoucí stranou.